# Livada (Petreștii de Jos), Cluj

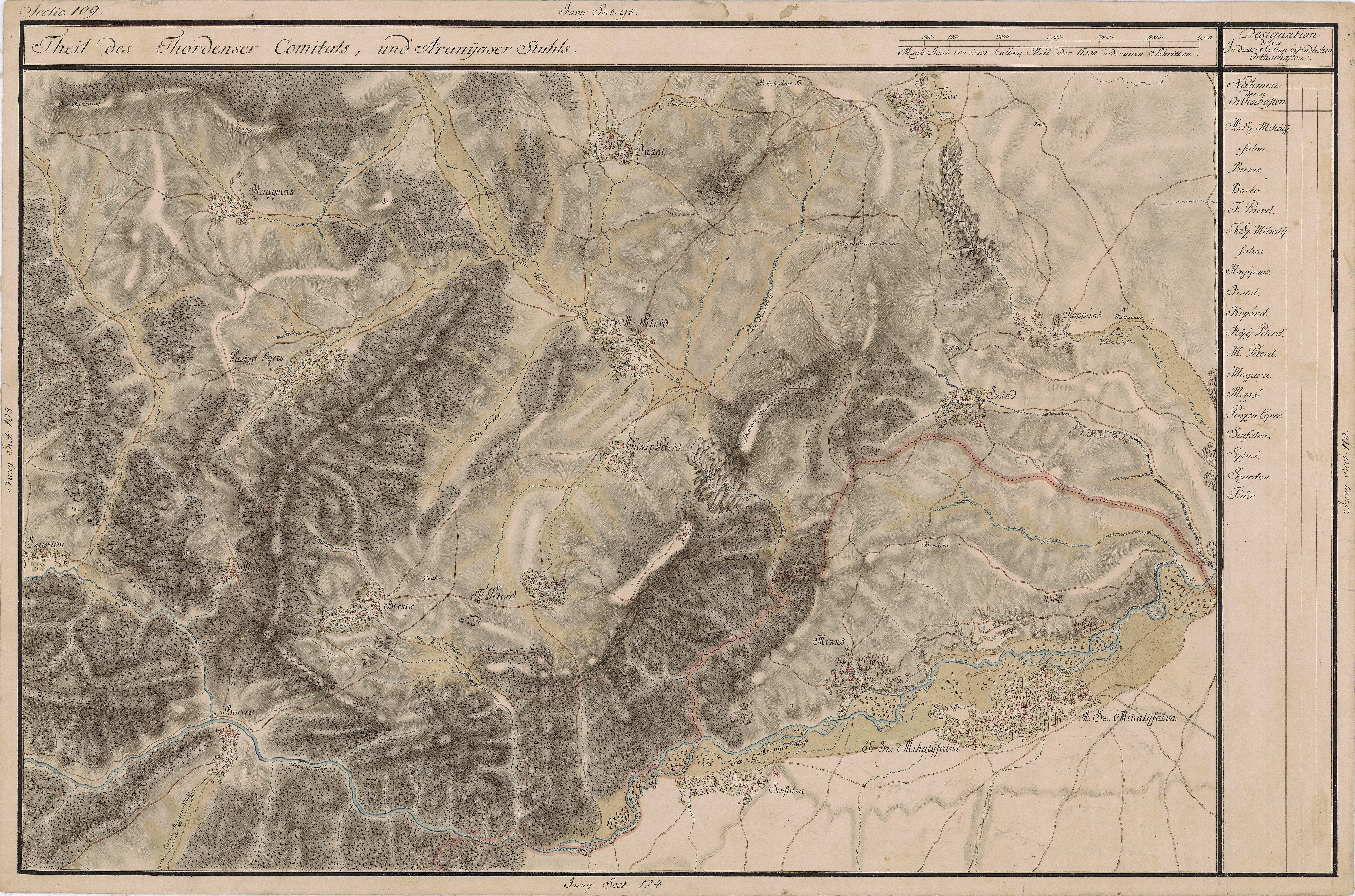
Livada pe Harta Iosefină a Transilvaniei,
1769-1773

Livada (în trecut Șchiopi , în maghiară Tordaegres, pe Harta Iosefină „Puszta Egrés”) este un sat în comuna Petreștii de Jos din județul Cluj, Transilvania, România.

## Istoric
La Livada s-au descoperit urme ale unor construcții din epoca romană (ziduri de piatră, țigle și cărămizi).
Satul Livada (Șchiopi) este menționat în 1310 cu denumirea Egres, apoi la 1348 – Egrus, la 1358 – Egres, la 1440 – Poss. Alsoegres (moșia Agrișu de Jos), 1484 – Olahegres et Magyar Egres (Agrișul Românesc și Agrișul Unguresc). În românește apare pentru prima dată la 1733 cu denumirea de Șchiopi. Din 1964 se numește Livada.
Pe Harta Iosefină a Transilvaniei din 1769-1773 (Sectio 109) localitatea apare sub numele de „Puszta Egrés”.

## Drumuri secundare și poduri romane
In Bazinul Iara au fost identificate câteva drumuri secundare și poduri romane. Un drum secundar travesa și acest sat.

## Lăcașe de cult
- Biserică românească din lemn, din anul 1846.
- Biserica ortodoxă „Buna Vestire" din anul 2011[5].
- Biserica greco-catolică Sf.Arhangheli Mihail și Gavril

## Personalități
- Valer Popa (1926-), fost președinte al PSD Cluj

## Demografie
De-a lungul timpului populația localității a evoluat astfel:

## Galerie de imagini

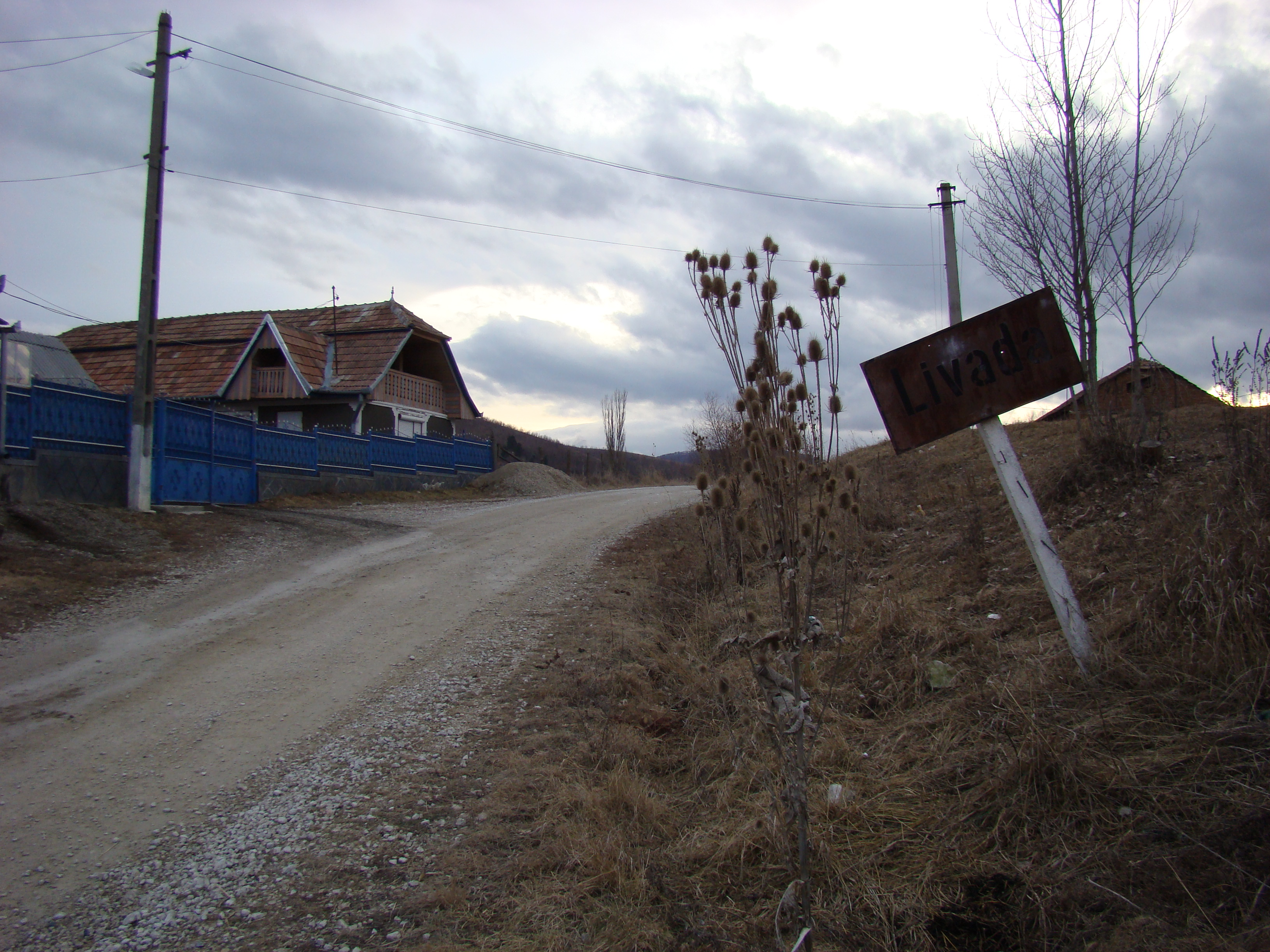
Livada, com.Petreștii de Jos
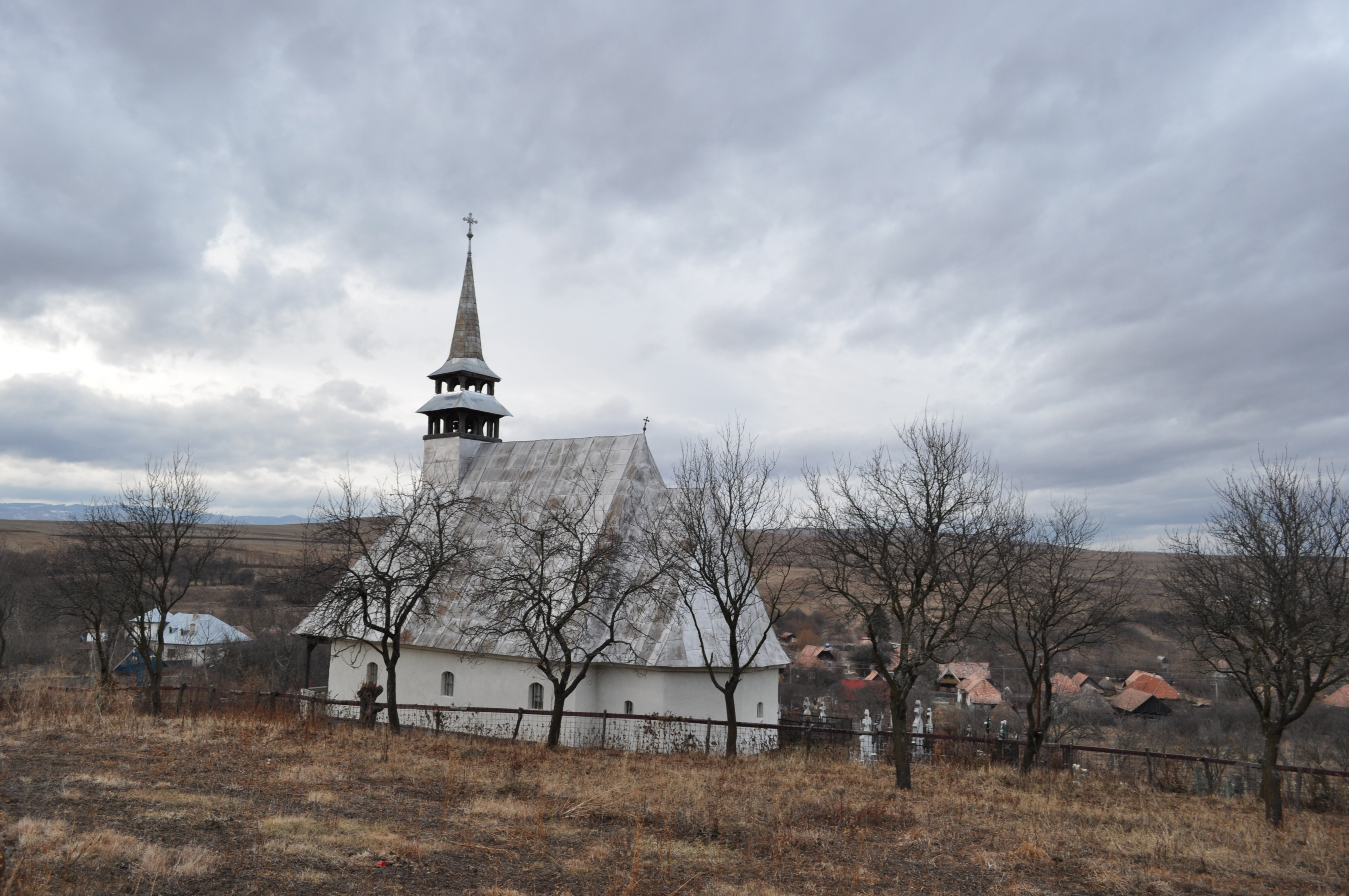
Biserica de lemn, Livada
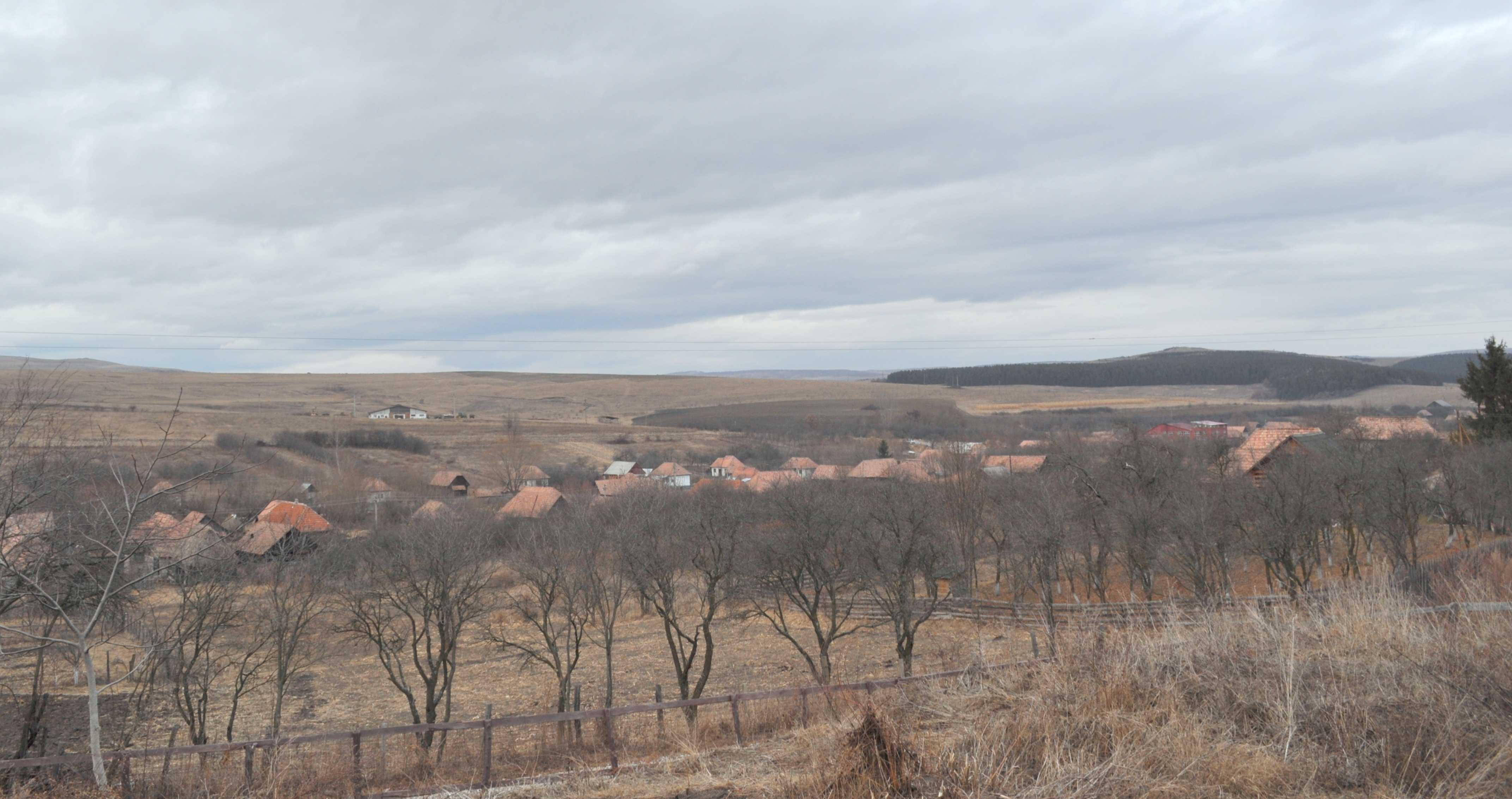